# Phare de Palamós
Le phare de Palamós est un phare situé dans la station balnéaire de Palamós, sur la Costa Brava , dans la Province de Gérone (Catalogne) en Espagne.
Il est géré par l'autorité portuaire du Port de Barcelone .

## Histoire
C'est une tour hexagonale en maçonnerie, avec une lanterne ronde grise métallique sur une galerie hexagonale à rambarde. Le phare est peint en blanc et il est devant une maison de gardien d'un étage. Le phare a été rénové en 1975 pour réparer de nombreuses fissures dans la maçonnerie. Il est érigé sur Punta del Molino, un promontoire escarpé au sud du port de Palamós.
Identifiant : ARLHS : SPA ; ES-31041 - Amirauté : E0462 - NGA : 5916

### Lien connexe
- Liste des phares d'Espagne